# Koźmin (województwo dolnośląskie)
Koźmin (niem. Kosma) – wieś w Polsce położona w województwie dolnośląskim, w powiecie zgorzeleckim, w gminie Zgorzelec.

## Położenie
Koźmin to niewielka wieś ze skupionej zabudowie leżąca na Pogórzu Izerskim, na Równinie Zgorzeleckiej, na wysokości około 220–225 m n.p.m.

## Podział administracyjny
W latach 1975–1998 miejscowość położona była w województwie jeleniogórskim.